# Åsa Carlsson (bordtennisspelare)
Åsa Carlsson, född Svensson 11 februari 1971 i Halmstad, är en svensk bordtennisspelare. Under sin aktiva karriär hette hon Åsa Svensson, men har senare bytt till Carlsson efter att ha gift sig med bordtennisspelaren Ulf Carlsson.
Svensson tog sin första SM-medalj, ett brons i singel, 1987. Hon vann totalt 15 SM-guld, varav 1 individuellt (1998). I Sverige tävlade Svensson för klubben Halmstad BTK, hon var också under ett antal år proffs i Japan, Tyskland och Spanien.
Svensson deltog i OS 1996 och 2000, utan att placera sig. Hon avslutade karriären 2002, kort efter att ha tagit brons i lag-EM i Zagreb.
Hon blev senare tränare för Halmstad BTK fram till juni 2017.